# Едмунд МакМіллен
Едмунд Чарльз МакМіллен (народився 2 березня 1980 року) — американський дизайнер і художник відеоігор. Він відомий своїми іграми, створені за допомогою Adobe Flash, з нетрадиційними візуальними стилями. Його роботи включають сайд-скроллер Super Meat Boy 2010 року, роуґ-лайк The Binding of Isaac 2011 року та її ремейк 2014 року The Binding of Isaac: Rebirth.

## Дитинство
МакМіллен народився 2 березня 1980 року в сім'ї «народжених згори» християн мексиканського походження. Все життя проживав у Ватсонвіллі в Санта-Крус, штат Каліфорнія він відвідував середню школу міста Соквел. Він захоплюється малюванням, його улюблена тема — монстри. Більшу частину свого дитинства МакМіллен провів із бабусею, яку він вважає найбільшою підтримкою у своїх творчих починаннях. Пізніше в житті МакМіллен отримав від бабусі коробку, в якій були всі малюнки, намальовані ним у дитинстві. Багато з цих малюнків можна побачити, розблокувавши The Box в одній із його ігор, The Basement Collection. Його дитинство представляє його власні ігрові творіння, зокрема The Binding of Isaac: Rebirth. В інтерв'ю Indie Game: The Movie він пояснює, що його сім'я була постійно пронизана алкогольною та наркотичною залежністю. Він зіткнувся з цією крайньою вірою, яка викликала у нього релігійну провину та психічні проблеми, що викликало у нього бажання дати відсіч, що призвело до того, що він діяв проти них.

## Кар'єра
Початкова графічна робота МакМіллена була у незалежних коміксах. Хоча він здебільшого відмовився від цієї сфери на користь відеоігор, він випустив серію коміксів за участі Meat Boy, головного героя відеогри Super Meat Boy, як рекламну прив'язку до гри. Його найвідомішими іграми є флеш-гра Meat Boy та її продовження Super Meat Boy, яка вийшла для ПК, Xbox 360 і PlayStation 4. МакМіллен також відомий іграми Gish, Aether, The Binding of Isaac і Coil. Gish виграв Game Tunnel 2004 Adventure Game of the Year, а також її було номіновано інді-грою року. Його гра Coil була номінована на премію Innovation Award на Independent Games Festival 2009. МакМіллен був оригінальним художником персонажів і аніматором Braid, перш ніж ці активи були замінені роботою Девіда Геллмана. Braid здобув нагороду за інновації на Independent Games Festival у 2006 році, а також отримав кілька нагород у 2008 році, включно з GameSpot за найкращий платформер, найкращу оригінальну консольну гру та 12-ту Annual Academy of Interactive Arts & Sciences Awards як Казуальна гра року. Його гра Aether стала фіналістом IndieCade 2009 року та отримала почесну згадку.

### Super Meat Boy
МакМіллен і програміст Томмі Рефенес заснували Team Meat, незалежну компанію з виробництва ігор, з наміром ніколи не використовувати стороннього видавця. Їхня перша гра, Super Meat Boy, вийшла 20 жовтня 2010 року на Xbox 360 через Xbox Live Arcade і в Steam, системі цифрового розповсюдження Valve, 30 листопада 2010 року. Випуск планувався для Nintendo Wii, але був скасований. За даними Kotaku, проблеми виникли через обмеження розміру файлу WiiWare Channel. Користувацька версія гри вийшла 5 квітня 2011 року Через початкову відсутність інтересу Sony до гри, Team Meat уклала договірні зобов'язання, які забороняють випуск гри для Sony PlayStation 3. МакМіллен і Рефенес відреагували на успіх Super Meat Boy і неможливість продовження короткою заявою: «Ми відчуваємо, що зробили все правильно з першого разу». Розробка Super Meat Boy МакМіллена та Рефенеса була показана у фільмі Indie Game: The Movie.
В інтерв'ю Eurogamer у 2017 році Рефенес розповів, що МакМіллен більше не є частиною Team Meat і не братиме участі в розробці продовження гри Super Meat Boy Forever. Пізніше МакМіллен підтвердив це в дописі в блозі. Зрештою Forever вийшов наприкінці 2020 року для різних платформ.

### The Binding of Isaac
The Binding of Isaac — інді-роуґлайк, розроблений Едмундом МакМілленом і Флоріаном Хімслом, уперше вийшов 2011 року для Microsoft Windows; пізніше гра була перенесена на операційні системи OS X і Linux. Назва гри та сюжет навіяні біблійною історією про Жертвопринесення Ісаака. У грі мати Ісаака отримує послання від Бога, що вимагає життя її сина як доказ її віри, а Ісаак тікає в наповнений монстрами підвал їхнього дому, де він повинен боротися, щоб вижити. Гравці керують Ісааком або одним із 33 інших персонажів у процедурно згенерованому підземеллі стилю roguelike, створене за мотивами The Legend of Zelda, перемагаючи монстрів у бою в реальному часі, збираючи предмети, щоб перемогти босів і, зрештою, матір Ісаака.
Гра стала результатом тижневої ігрової заморочки між МакМілленом і Гімслом, щоб розробити роуґ-лайк, натхненний The Legend of Zelda, що дозволила Макміллену продемонструвати свої почуття щодо як позитивних, так і негативних аспектів релігії, про які він дізнався під час конфліктів між членами його католицької та «народженх згори» християнської сім'ї під час дорослішання. МакМіллен вважав цю гру ризиком, але він міг піти на нього після фінансового успіху Super Meat Boy, і випустив його без великих надій в Steam у вересні 2011 року, не очікуючи великих продажів. Невдовзі гра набула популярності частково завдяки різноманітним відео Let's Play, які демонстрували гру. МакМіллен і Гімсл випустили розширення «Wrath of the Lamb» у травні 2012 року, але не мали можливості подальшого розширення через обмеження платформи Flash. Вони почали працювати з Nintendo в 2012 році, щоб випустити версію для портативної консолі 3DS, але пізніше Nintendo відмовилася від угоди, посилаючись на суперечки щодо релігійної тематики гри.
Розробник Нікаліс працював із МакМілленом у 2014 році, щоб завершити ремейк гри: The Binding of Isaac: Rebirth, додавши додаткові функції, заплановані МакМілленом, які перевищують обмеження Flash, а також покращити графіку гри та додати можливість портування для інших систем, крім персональних комп'ютерів, зокрема PlayStation 4 і Vita, Xbox One, Wii U, Nintendo 3DS і Nintendo Switch. The Binding of Isaac: Rebirth отримав три доповнення, кожне з яких містить більше босів, предметів і локацій. Перше розширення, The Binding of Isaac: Afterbirth, вийшло 30 жовтня 2015 року, друге розширення, The Binding of Isaac: Afterbirth+, вийшло 3 січня 2017 року, а третє й останнє розширення, The Binding of Isaac: Repentance, вийшов 31 березня 2021 року.
У 2016 році МакМіллен анонсував приквел до The Binding of Isaac під назвою The Legend of Bum-bo, незалежно розроблений програмістом James Interactive і ним самим. Гра створювалася протягом чотирьох років, без створення робочого прототипу. The Legend of Bum-bo вийшла в цифровому вигляді в Steam 12 листопада 2019 року і отримала неоднозначні відгуки. 7 грудня 2020 року гру було перенесено на iOS, а потім на Epic Games Store, GOG.com, Nintendo Switch, PlayStation 5 і Xbox Series X & Series S від Nicalis у 2022 році.

### The End is Nigh
The End Is Nigh — це пригодницька відеогра, жанру платформер, розроблена Едмундом МакМілленом і Тайлером Глейелом. Гра вийшла 12 липня 2017 року на Microsoft Windows через Steam. Порти гри вийшли 15 серпня 2017 року для macOS і 12 грудня 2017 року для Linux і Nintendo Switch, а також порт для PlayStation 4 і PlayStation Vita,на той час у розробці, в розробці. Гра була описана як духовний спадкоємець Super Meat Boy.
Теми в грі були натхненні особистим і професійним досвідом, який стався під час розробки гри, як-от загрози судових позовів, вагітність його дружини та агорафобія, які МакМіллен описав як «найтемніший» момент  своїй кар’єрі. МакМіллен розмірковував над тим, чи хоче він продовжувати створювати ігри, і ці думки надихнули на зміст гри.
МакМіллен стверджував, що на противагу темі Super Meat Boy про те, щоб кинути собі виклик, тому що «воно того варте», The End is Nigh був розроблений так, щоб змушувати гравців постійно сумніватися, чи винагородять їх за виклики гри. МакМіллен описав «The End is Nigh» як «очікування біди, що ніколи не приходить», і порівняв труднощі головного героя (Ash) із фразою «життя розвалюється».

## Роботи
| Гра                                     | Платформа                                                            | Співрозробник(-и)               | Видавець(-і)               | Рік випуску       | Примітки                                                                      |
| --------------------------------------- | -------------------------------------------------------------------- | ------------------------------- | -------------------------- | ----------------- | ----------------------------------------------------------------------------- |
| The Backup Files                        | Adobe Flash                                                          |                                 |                            | 2001              |                                                                               |
| The Lonely Hermit                       | Adobe Flash                                                          |                                 |                            | 2001              | Включено у грі The Basement Collection                                        |
| Dead Baby Dressup!                      | Adobe Flash                                                          |                                 |                            | 2001              |                                                                               |
| 12 uses of dead babies                  | Adobe Flash                                                          |                                 |                            | 2001              |                                                                               |
| Dead Baby Dressup 2!                    | Adobe Flash                                                          |                                 |                            | 2001              |                                                                               |
| 6 more dead baby uses                   | Adobe Flash                                                          |                                 |                            | 2001              |                                                                               |
| Dead Baby Dressup 3                     | Adobe Flash                                                          |                                 |                            | 2001              |                                                                               |
| Stile man Dressup                       | Adobe Flash                                                          |                                 |                            | 2001              |                                                                               |
| WWF baby dressup                        | Adobe Flash                                                          |                                 |                            | 2001              |                                                                               |
| 8 More Dead Baby Uses!                  | Adobe Flash                                                          |                                 |                            | 2001              |                                                                               |
| Dead Baby Dress up 4                    | Adobe Flash                                                          |                                 |                            | 2001              |                                                                               |
| The Boy who QuestionedGod               | Adobe Flash                                                          |                                 |                            | 2001              |                                                                               |
| Dead Baby Dressup X                     | Adobe Flash                                                          |                                 |                            | 2001              |                                                                               |
| Dead Baby Super Hero Dres               | Adobe Flash                                                          |                                 |                            | 2002              |                                                                               |
| Dead Baby Dressup best of               | Adobe Flash                                                          |                                 |                            | 2002              |                                                                               |
| Carious Weltling                        | Adobe Flash                                                          | Caulder Bradford                |                            | 2003              |                                                                               |
| SnackOlantern                           | Adobe Flash                                                          |                                 |                            | 2003              | За словами МакМіллена його найгірша гра                                       |
| Triptych                                | Windows                                                              | Chronic Logic                   |                            | 2003              |                                                                               |
| Word Peace                              | Windows                                                              | Chronic Logic                   |                            | 2003              |                                                                               |
| Clubby The Seal                         | Adobe Flash                                                          |                                 |                            | 2004              |                                                                               |
| Gish                                    | Windows, OS X, Linux                                                 | Cryptic Sea                     | Chronic Logic              | 2004              | Перший великий ігровий проєкт                                                 |
| Carious Weltling 2                      | Adobe Flash                                                          |                                 |                            | 2005              |                                                                               |
| Weltling Dressup                        | Adobe Flash                                                          |                                 |                            | 2005              |                                                                               |
| Viviparous Dumpling                     | Adobe Flash                                                          |                                 |                            | 2005              |                                                                               |
| Cerebral Discharge iii                  | Adobe Flash                                                          |                                 |                            | 2005              |                                                                               |
| Blast Miner                             | Windows                                                              | Cryptic Sea                     | Chronic Logic              | 2006              |                                                                               |
| Triachnid                               | Adobe Flash                                                          | Florian Himsl                   |                            | 2006              | Включено у грі The Basement Collection                                        |
| Holiday Snow Wars                       | Adobe Flash                                                          |                                 |                            | 2006              |                                                                               |
| Cereus Peashy                           | Adobe Flash                                                          |                                 |                            | 2007              |                                                                               |
| Weltling 2: Regurgitated                | Adobe Flash                                                          |                                 |                            | 2007              |                                                                               |
| Host                                    | Adobe Flash                                                          |                                 |                            | 2007              | Багатокористувацька гра                                                       |
| Guppy                                   | Adobe Flash                                                          |                                 |                            | 2007 (no release) | Прототип, не виходив                                                          |
| Blood Car 2000!                         | Adobe Flash                                                          | Cryptic Sea                     |                            | 2008              |                                                                               |
| Coil                                    | Adobe Flash                                                          | Florian Himsl                   |                            | 2008              | Включено у грі The Basement Collection                                        |
| Blood car! 2000! Delux!                 | Adobe Flash                                                          |                                 |                            | 2008              |                                                                               |
| DeadBaby VG Dressup                     | Adobe Flash                                                          |                                 |                            | 2008              |                                                                               |
| Twin Hobo Rocket                        | Adobe Flash                                                          | Florian Himsl                   |                            | 2008              |                                                                               |
| Cunt                                    | Adobe Flash                                                          | Florian Himsl                   |                            | 2008              |                                                                               |
| Aether                                  | Adobe Flash                                                          | Tyler Glaiel                    |                            | 2008              | Включено у грі The Basement Collection                                        |
| Meat Boy                                | Adobe Flash                                                          |                                 |                            | 2008              | Включено у грі The Basement Collection                                        |
| Clubby: Killing Season                  | Adobe Flash                                                          |                                 |                            | 2008              |                                                                               |
| Grey-Matter                             | Adobe Flash                                                          | Team Meat                       |                            | 2008              | Включено у грі The Basement Collection                                        |
| Meat boy (map pack)                     | Adobe Flash                                                          |                                 |                            | 2008              |                                                                               |
| AVGM                                    | Adobe Flash                                                          | Tyler Glaiel                    |                            | 2009              | Включено у грі The Basement Collection                                        |
| Spewer                                  | Adobe Flash                                                          |                                 |                            | 2009              | Включено у грі The Basement Collection                                        |
| Time Fcuk                               | Adobe Flash                                                          |                                 |                            | 2009              | Включено у грі The Basement Collection                                        |
| Super Meat Boy                          | Windows, OS X, Linux, Xbox 360, PS4, Nintendo Switch, PS Vita, Wii U | Team Meat                       | Team Meat                  | 2010              | Перша гра на консолі                                                          |
| The Binding of Isaac                    | Windows, OS X, Linux, Adobe Flash                                    | Florian Himsl                   |                            | 2011              |                                                                               |
| The Binding of Isaac: Wrath of the Lamb | Windows, OS X, Linux                                                 | Florian Himsl                   |                            | 2012              | Розширення The Binding of Isaac                                               |
| The Basement Collection                 | Windows, OS X, Linux                                                 | Tyler Glaiel                    |                            | 2012              | Колекція ігор на платформі Adobe Flash                                        |
| Facist                                  | Adobe Flash                                                          |                                 |                            | 2014              | Гра для Game jam                                                              |
| The Binding of Isaac: Rebirth           | Windows, OS X, Linux, PS4, PS Vita, New 3DS, Wii U, Xbox One, iOS    | Nicalis                         | Nicalis                    | 2014              | Ремейк The Binding of Isaac                                                   |
| Fingered                                | Windows                                                              | James Id                        |                            | 2015              |                                                                               |
| The Binding of Isaac: Afterbirth        | Windows, PS4, Xbox One, OS X, Linux                                  | Nicalis                         | Nicalis                    | 2015              | Перше розширення для The Binding of Isaac: Rebirth                            |
| The Binding of Isaac: Afterbirth+       | Windows, OS X, Linux, Nintendo Switch, PS4, Xbox One                 | Nicalis                         | Nicalis                    | 2017              | Друге розширення для The Binding of Isaac: Rebirth                            |
| The End Is Nigh                         | Windows, OS X, Linux, PS4, Nintendo Switch                           | Tyler Glaiel                    | Tyler Glaiel, Nicalis      | 2017              |                                                                               |
| The Binding of Isaac: Four Souls        | Карткова гра                                                         | Danielle McMillen, Tyler Glaiel | Studio71                   | 2018              | - Засновано на грі The Binding of Isaac - Кошти зібрано менше ніж за 2 години |
| The Legend of Bum-bo                    | Windows, OS X, Android, iOS, Nintendo Switch                         | James Id                        | The Label Limited, Nicalis | 2019              | - Приквел до The Binding of Isaac                                             |
| Tapeworm                                | Карткова гра                                                         |                                 | Studio71                   | 2020              |                                                                               |
| The Binding of Isaac: Repentance        | Windows, Nintendo Switch, PS4, PS5, Xbox One, Xbox Series X/S        | Nicalis                         | Nicalis                    | 2021              | Третє розширення для The Binding of Isaac: Rebirth                            |

### Майбутні ігри
| Назва     | Платформа | Співрозробник(-и) | Видавець(-і) | Випуск   | Примітки                   |
| --------- | --------- | ----------------- | ------------ | -------- | -------------------------- |
| Mewgenics | Windows   | Тайлер Глейел     |              | 2024 рік | Відновлено розробку в 2018 |

### Невидані ігри
| Гра                   | Платформа   | Анонс     | Стан                                          |
| --------------------- | ----------- | --------- | --------------------------------------------- |
| Gish 2                | None        | 2007-2008 | Анонсовано, пізніше скасували розробку        |
| No Quarter            | None        | 2008-2009 | Анонсовано, пізніше скасували розробку        |
| Øuroboros             | Windows     | 2016      | Стало грою The End is Nigh                    |
| Grub                  | Adobe Flash | 2007      | Розробка продовжиться після випуску Mewgenics |
| Tri-Achnid: Episode 2 | Adobe Flash | 2007-2008 | Анонсовано, пізніше скасували розробку        |
| Bacterium             | Adobe Flash | 2008      | Анонсовано, пізніше скасували розробку        |
| The Book of Knots     | None        | 2006-2007 | Стало грою Gish 2                             |
| Badlings              | Adobe Flash | 2006      | Відмінили через місяць після анонсу           |
| Office Yeti           | None        | 2007      | Відмінили                                     |
| The Badlands          | None        | 2004      | Відмінили                                     |